# Liu Shiwen
Dans ce nom chinois, le nom de famille, Liu, précède le nom personnel Shiwen.
Pour les articles homonymes, voir Liu.
Liu Shiwen (chinois simplifié : 刘诗雯 ; chinois traditionnel : 劉詩雯 ; pinyin : Liú Shīwén, née le 12 avril 1991) est une pongiste chinoise.

## Biographie
Âgée à peine de 17 ans, elle remporte son premier Pro-tour lors de l'Open du Danemark ITTF en 2009. Elle triomphe encore lors de l'Open de Chine ITTF face à sa compatriote Guo Yue.
Elle est numéro trois mondial en 2009 d'après le classement mondial ITTF de la Fédération internationale de tennis de table (ITTF). En janvier 2010 elle atteint pour la première fois le rang de no 1 mondiale, et remporte l'Open du Koweit ITTF.
En mai, aux Championnats du monde de tennis de table 2013, elle atteint la finale mais s'incline face à sa compatriote Li Xiaoxia en 6 manches. Elle s'incline de nouveau en finale des championnats du monde 2015, mais cette fois contre Ding Ning.
En 2019, elle devient championne du monde de tennis de table. Elle s'impose face à sa compatriote Chen Meng.
Elle détient le record de victoire en Coupe du monde. Elle a remporté 5 éditions. À 18 ans elle gagne son premier titre en 2009. Puis elle s'y imposera de nouveau en 2012, 2013, 2015 et 2019.
Elle n'a jamais pu participer aux Jeux olympiques en simple. Elle remporte quand même le titre en par équipe en 2016. Pour les Jeux Olympiques 2020 de Tokyo, elle ramène la médaille d'argent  en double mixte avec Xu Xin.
Elle est élue membre de la commission des athlètes en 2022 et pour 4 ans.